# 拉斯佩納瓦

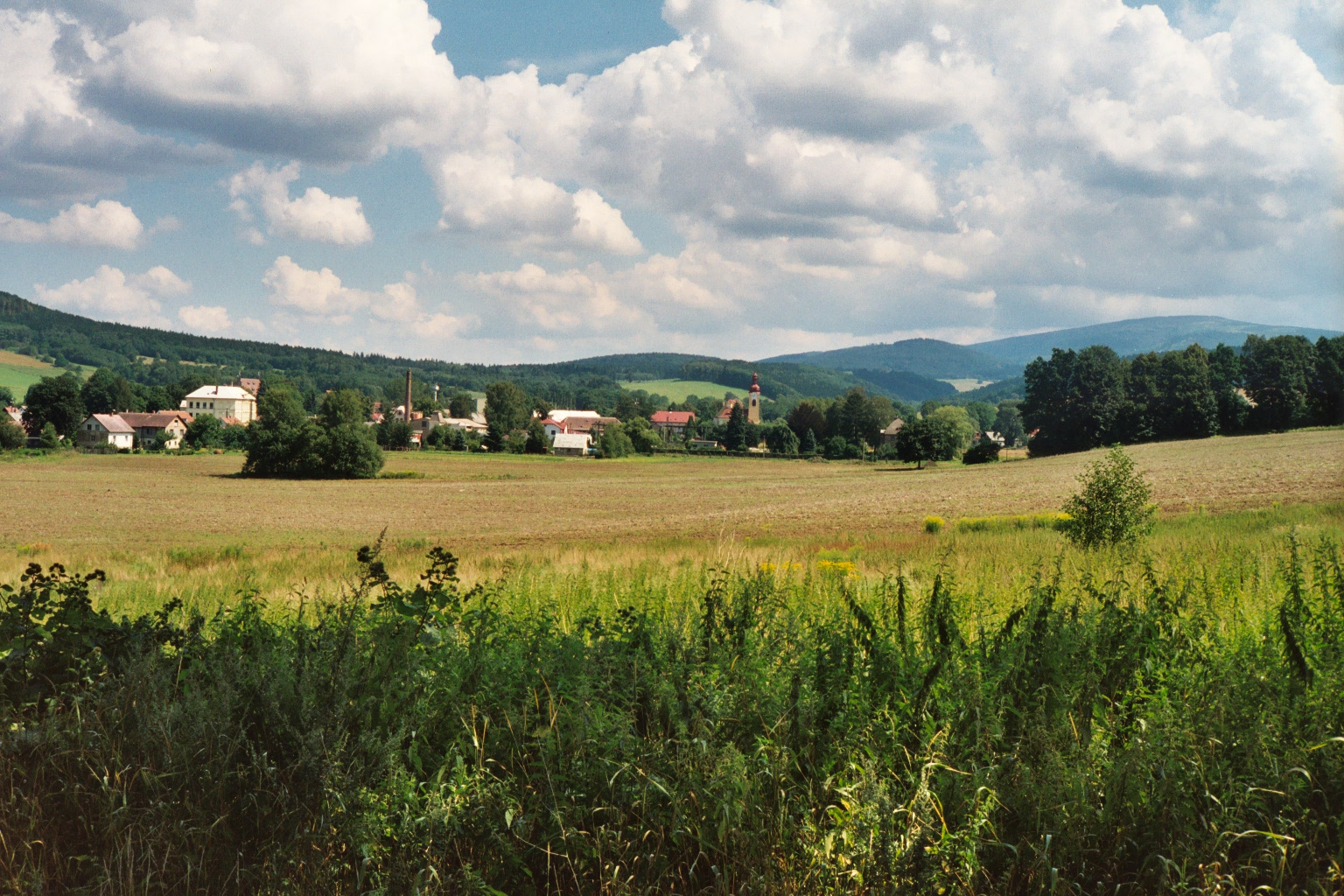

拉斯佩納瓦是捷克的城鎮，位於該國北部，距離弗里德蘭特3至6公里，由利貝雷茨州負責管轄，面積41.22平方公里，海拔高度331米，2004年人口2,826。

## 外部連結
- Municipal website (in Czech) （页面存档备份，存于）